# Касянчук Григорій Васильович
Григо́рій Васи́льович Касянчу́к (27 червня 1967 — грудень 2022) — український військовослужбовець, солдат Збройних сил України, учасник російсько-української війни. Почесний громадянин міста Тернополя (2023, посмертно).

## Життєпис
Григорій Касянчук народився 27 червня 1967 року.
Зазнав важких поранень під час артилерійського ворожого обстрілу в Запорізькій області. Помер у військовому шпиталі в грудні 2022 року.
Похований 31 грудня 2022 року на Алеї Героїв Микулинецького кладовища м. Тернопіль.

## Нагороди
- Орден «За мужність» III ступеня (12 березня 2024, посмертно) — за особисту мужність, виявлену у захисті державного суверенітету та територіальної цілісності України, самовіддане виконання військового обов'язку[1]
- Почесний громадянин міста Тернополя (27 січня 2023, посмертно)[2].